# The Anarchist Library
The Anarchist Library (literalment, "La Biblioteca Anarquista") és una biblioteca i arxiu anarquista en línia fundat cap al 2007 per Aragorn!, Marco i altres anarquistes. És d'ús gratuït i té l'objectiu de reunir tota la literatura anarquista en anglès, o traduïda a l'anglès. A més de recollir milers de publicacions relacionades amb l'anarquisme, desafia directament el monopoli i la propietat privada de les editorials oferint accés gratuït a documents amb drets d'autor.
Tot i que és àmpliament utilitzada i valorada per la seva accessibilitat, ha rebut crítiques per la seva col·lecció principalment en anglès i el seu model de publicació oberta. Encara que la plataforma permet una àmplia participació, la supervisió editorial en alguns casos dona com a resultat càrregues que contenen errors o són incompletes.

## Història
La biblioteca en línia va ser fundada per Aragorn!, Marco i altres anarquistes cap al 2007. Va sorgir de cercles anarquistes que buscaven organitzar-se utilitzant les eines proporcionades per l'arribada d'internet. Marco la va deixar durant la segona meitat de la dècada de 2010 per establir un altre projecte, buscant una multiplicitat de petites biblioteques anarquistes en lloc d'una de sola.
El 2018, la investigadora Jayne Malenfant va assenyalar, en les seves enquestes a joves anarquistes del Canadà, que internet s'havia convertit en un espai privilegiat per al pensament anarquista, especialment a través d'aquesta biblioteca. Dos anys més tard, els membres del projecte van esmentar aproximadament 7.000 textos arxivats. Durant la pandèmia de COVID-19, la biblioteca va emprendre un esforç per recollir dades relacionades amb les pràctiques d'ajuda mútua per part dels anarquistes.

## Objectius i organització
Té com a objectiu servir de lloc de trobada per a publicacions anarquistes o relacionades amb l'anarquisme en anglès, i permetre l'establiment d'un treball d'arxiu per als recursos textuals anarquistes. Les col·leccions de la biblioteca se centren especialment en l'anarquisme contemporani, i gairebé tots els textos són en anglès. La col·lecció es construeix mitjançant la subscripció lliure i oberta dels editors.

## Llegat

### Influència
El seu enfocament per categoritzar i preservar fonts anarquistes o relacionades amb l'anarquisme es pot veure, per exemple, en iniciatives destinades a digitalitzar la premsa anarquista nord-americana. El 2019, Ruth Kinna va assenyalar la biblioteca com una "obra de referència" sobre el pensament anarquista contemporani. Aquest projecte també va influir en altres iniciatives anarquistes, com la creació de la Southeast Asian Anarchist Library.
La Universitat de Fairmont recomana The Anarchist Library com un recurs útil per estudiar l'anarquisme. La seva col·lecció de textos relacionats amb la Guerra Civil Espanyola va ser destacada pel diari anarquista Fifth Estate.
La biblioteca és acreditada per Luke Ray Di Marco Campbell, professor de la Universitat de Glasgow, per participar en pràctiques econòmiques anarquistes. Sosté que la disponibilitat d'una sèrie de publicacions de recerca desafia directament el monopoli i la propietat privada de la indústria editorial.

### Crítiques i debats interns
Di Marco Campbell argumenta que el predomini de l'anglès al lloc reflecteix llegats colonials més amplis i desigualtats estructurals en la publicació global. La dependència del treball no remunerat i l'absència d'incentius comercials sovint signifiquen que els parlants de llengües menys dominants en l'àmbit mundial han de traduir els textos ells mateixos o recórrer a la lectura en anglès o francès, llengües històricament privilegiades pel domini colonial i econòmic. Tot i que The Anarchist Library acull materials en més de dues dotzenes de llengües, Campbell assenyala que les disparitats lingüístiques persisteixen i que la càrrega d'abordar-les sovint recau en comunitats amb pocs recursos.
El 2018, van sorgir conflictes interns a The Anarchist Library per la seva inclusió de textos d'Individualistes Tendint al Salvatge (ITS) i debats sobre com —o si— aquest contingut s'havia de contextualitzar. Els crítics argumenten que el col·lectiu editorial posa un èmfasi desproporcionat en els escrits antitecnològics a costa d'altres perspectives anarquistes. Sostenen que aquest enfocament, particularment en un projecte que s'identifica com un arxiu anarquista, corre el risc de legitimar ideologies autoritàries i de difuminar la distinció entre anarquistes i els seus oponents.
Alguns dels textos presents al lloc web són criticats per estar transcrits de manera incorrecta, no ser autèntics o estar incomplets. Segons la mateixa biblioteca, els editors intenten aconseguir l'estat més correcte possible dels textos, però aquest és un procés que consumeix molt de temps i que està en constant evolució.